# Pietro Righi
Pietro Righi (Modena, 21 marzo 1913 – Bologna, 8 marzo 1962) è stato un calciatore italiano, di ruolo attaccante.
Viene talvolta confuso con il fratello Giovanni Righi a proposito della sua militanza nel Modena.

## Caratteristiche tecniche
Giocava come ala destra ed era particolarmente abile nel cross.

## Carriera
Dopo gli esordi nei campionati uliciani con la Pro Calcio, passa al Modena nel campionato di Serie A 1931-1932. Disputa 4 partite realizzando un gol, all'esordio contro il Torino il 21 febbraio 1932. Riconfermato per la successiva stagione cadetta, colleziona un'ulteriore presenza prima di lasciare il calcio per entrare nell'Accademia militare di Modena.